# 7145 Linzexu
A 7145 Linzexu (ideiglenes jelöléssel 1996 LO) a Naprendszer kisbolygóövében található aszteroida. Beijing Schmidt CCD Asteroid Program fedezte fel 1996. június 7-én.